# Laguna del Inca
Laguna del Inca är en sjö i Chile.   Den ligger i regionen Región de Valparaíso, i den södra delen av landet, 90 km nordost om huvudstaden Santiago de Chile. Laguna del Inca ligger 2 849 meter över havet. Arean är 1,4 kvadratkilometer. Den sträcker sig 3,1 kilometer i nord-sydlig riktning, och 0,8 kilometer i öst-västlig riktning.
Trakten runt Laguna del Inca är ofruktbar med lite eller ingen växtlighet. Runt Laguna del Inca är det ganska glesbefolkat, med 39 invånare per kvadratkilometer.